# 長野県交通安全協会
一般財団法人長野県交通安全協会（ながのけんこうつうあんぜんきょうかい）は、長野県内の地区交通安全協会を統括する交通安全協会。元長野県知事所管の財団法人。事務局は長野市の北信運転免許センター内にある。

## 概要
長野県内の地区交通安全協会を統括する交通安全協会で、長野県内での季節単位で開催する交通安全運動をはじめ、自動車・自動二輪車の運転免許更新の伝達・更新事務、申請書や収入証紙の委託販売業務、自転車などに貼る反射シールや車輪のスポークに貼る反射材などの交通安全グッズの頒布、交通安全功労者の表彰及び国や全国法人への表彰推薦などを事業としている。

## 下部組織
- 長野交通安全協会 長野市三輪1-6-15　長野中央警察署内
- 飯水岳北交通安全協会 飯山市南町6-1　飯山警察署内
- 中高交通安全協会 中野市中央3-5-7　中野警察署内
- 須高交通安全協会 須坂市大字須坂1725-1　須坂警察署内
- 長野南交通安全協会 長野市篠ノ井小森551　長野南警察署内
- 松代交通安全協会 長野市松代町松代185　長野市松代交番内
- 千曲交通安全協会 千曲市大字粟佐1548-1　千曲警察署内
- 上田交通安全協会 上田市天神3-15-74　上田警察署内
- 依田窪交通安全協会 上田市上丸子224-3　上田警察署依田窪庁舎内
- 小諸交通安全協会 小諸市八幡町3-3-9　小諸警察署内
- 佐久交通安全協会 佐久市岩村田1156-2　佐久警察署内
- 川西交通安全協会 佐久市協和131-1　佐久警察署川西庁舎内
- 南佐久交通安全協会 佐久市臼田2010　佐久警察署南佐久庁舎内
- 軽井沢交通安全協会 北佐久郡軽井沢町大字軽井沢1323-485　軽井沢警察署内
- 茅野交通安全協会 茅野市本町西9-39　茅野警察署内
- 諏訪交通安全協会 諏訪市湖岸通り1-13-32　諏訪警察署内
- 岡谷交通安全協会 岡谷市神明町3-14-31　岡谷警察署内
- 伊那交通安全協会 伊那市中央4680　伊那警察署内
- 高遠地区交通安全協会 伊那市高遠町東高遠2049-1　伊那市高遠町交番内
- 辰野交通安全協会 上伊那郡辰野町大字伊那富2851　辰野町交番内
- 伊南交通安全協会 駒ヶ根市上穂南8-1　駒ヶ根警察署内
- 飯伊交通安全協会 飯田市小伝馬町1-3541-2　飯田警察署内
- 阿南交通安全協会 下伊那郡泰阜村8447-3　阿南警察署内
- 木曽交通安全協会 木曽郡木曽町新開2324-1　木曽警察署内
- 塩尻交通安全協会 塩尻市大字宗賀字桔梗ケ原73-305　塩尻警察署内
- 松本交通安全協会 松本市渚3-11-8　松本警察署内
- 安曇野交通安全協会 安曇野市豊科5704-2　安曇野警察署内
- 大町地区交通安全協会 大町市大町2895　大町警察署内
- 池田松川交通安全協会 北安曇郡池田町大字池田3099-1　池田町交番内